# Laibach (grup de música)
Laibach és un grup eslovè de rock industrial, molt associat a la música marcial i neoclàssica. Laibach es va formar l'1 de juny de 1980 a Trbovlje a Eslovènia. Representen l'ala musical del col·lectiu artístic NSK (Neue Slowenische Kunst), del qual és membre fundador el 1984.
Laibach és el nom alemany de la capital eslovena, Ljubljana, quan feia part de l'Imperi Austrohongarès. Triar aquest nom en si mateix ja va ser una provocació, com que el jove estat eslovè va prohibir de fer servir aquesta paraula, amb massa reminiscències a l'imperi del qual es van independentitzar. Des de l'inici van mantenir un estatus de culte al llarg de tres decades. El 2015 van donar un concert a Corea del Nord, la primera vegada que una banda occidental de rock hi va ser convidat. Romanen fidels a crear esdeveniments i versions que qüestionen la cultura hegemònica. Son considerades una de les experiencies artistiques mes potents i controvertides de les darreres decades.

## Història
Des del començament «van inventar el seu propi concepte original basat principalment en referències a l'estètica totalitària amb l’ús provocatiu d’imatges del futurisme italià, el realisme socialista i al·lusions als símbols de l’Alemanya nazi.» Des de l'inici, Laibach va plantejar una ruptura simbolica i ideologica en unit elements nazifeixistes, stalinistes, nacionalistes iugoslaus i eslovens. També alguns cops s'hi veu una influència Wagneriana com ara a la cançó «Sympathy for the Devil (Time for a Change)» i altres obres com «Macbeth». Aquest mètode artístic del grup «es pot descriure com deconstruir i posar en evidència als dimonis d’una ideologia repressiva i totalitària que viu en clixés culturals de masses.»
Acusats a vegades de formar part de moviments nacionalsocialistes, el grup ho ha negat sempre de forma rotunda. El seu cantant, Milan Fras, va declarar una vegada «Nosaltres som tant feixistes com Hitler era un pintor».
Laibach són coneguts pel seu tarannà com a col·lectiu, rarament actuen com a individus fora del propi grup i sempre hi interpreten el seu paper. Alguns treballs incorporen obres del primer comunista i posteriorment dadaista John Heartfield. Els seus concerts són sovint presentats com a mítings polítics i quan són entrevistats, paradoxalment, una condemna de l'autoritat.
Richard Wolfson], crític del diari tabloide britànic The Daily Telegraph en va dir el 2003: «El mètode de Laibach és extremadament senzill, efectiu i terriblement obert a la mala interpretació. Primer de tot, absorbeixen les conductes de l'enemic, n'adopten tota l'estètica seductiva i els símbols de poder, ho exageren tot fins a arribar a la paròdia i aleshores giren el focus d'atenció als temes més calents -la por de l'oest davant de la immigració de l'est d'Europa, els jocs de poder de la Unió Europea, les analogies entre l'oest i el totalitarisme.»

## Versions
Laibach són coneguts també per les seves versions de cançons d'altres grups, que són sovint utilitzades per a subvertir el missatge o la intenció original de la cançó. Un exemple notable va ser llur versió de «Live Is Life» (al seu àlbum Opus Dei, el 1987). La versió de Laibach va canviar completament el significat de la cançó original «Live Is Life», originalment dels austríacs Opus. Mentre que l'original és una cançó amb bones vibracions i un ritme proper al reggae, la interpretació de Laibach converteix la melodia en una cançó sinistra, propera a una marxa militar. Un altre treball en aquest sentit és la versió del disc sencer dels The Beatles «Le It Be» (amb l'excepció d'un tema), o el senzill «Sympathy for the Devil» on desconstrueixen el clàssic dels Rolling Stones en set versions diferents.

## Estètica
Encara que Laibach és principalment un grup musical, també ha treballat en altres àmbits. En els primers anys, especialment abans de la fundació de NSK, Laibach va produir diferents treballs d'art visual. Probablement el més important en la seva història va ser MB 84 Memorandum (1984), una imatge d'una creu negra que va servir com a alternativa per anunciar les aparicions de Laibach als anys 1980 quan el govern de Iugoslàvia va prohibir el nom Laibach.

## Música
Els estils que han sigut interpretats han sigut des de la música industrial marcial fins al rock dur. Alguns dels primers àlbums de Laibach són pura música industrial, amb ritmes agressius, percussió punyent i veus guturals. Posteriorment a mitjan anys 80, el so de la banda va ser més ric quan va començar a incorporar mostres de música clàssica. Van començar la tradició de versionar temes el 1987, amb l'àlbum Opus Dei, on van fer un nou gir al seu estil per sonar més pop, amb estructures clàssiques. El disc NATO (1994) és considerat disco, Jesus Christ Superstars (1996) proper al heavy metal i WAT (2003) tecno minimalista.

## Influències
Alguns dels primers treballs de Laibach, i d'altres d'estil neoclàssic posteriors, com Macbeth (1990) van tenir influencia sobre certs artistes de l'àmbit de la música marcial.
El popular grup alemany Rammstein va reconèixer la influència de Laibach en la seva música i també en la seva estètica. Quan s'ha preguntat sobre Rammstein a membres de Laibach sóbre allò que els alemanys han pres dels eslovens, han respost que "Laibach no creu en l'originalitat… per tant, Rammstein no pot haver pres gran cosa de nosaltres. S'han deixat, simplement, inspirar per la nostra feina, que és un procés absolutament legitim. Estem contents que ho hagin fet. D'alguna manera han demostrat, un altre cop, que una bona còpia pot fer meś diners al mercat que no pas l'original. De totes maneres, actualment compartim territori: Rammstein és més aviat com una mena de Laibach per a adolescents i Laibach és el Rammstein dels adults .

## Documentals
S'han fet uns quants documentals de Laibach:
- Laibach: Pobeda pod suncem (Laibach: victòria sota el sol) (1988)[8] - Dirigida per Goran Gajic
- Laibach: A Film From Slovenia (1995) - Dirigida per Daniel Landin i Chris Bohn
- Prerokbe ognja {Prediccions de foc} (1996)[9] - Dirigida per Michael Benson

## Membres
- Milan Fras - veu
- Ivan Novak - llums i projeccions
- Jadranka Juras - veu i sintetitzadors
- Janež Gabrič - bateria
- Luka Jamnik - sintetitzadors
- Primož Hladnik - (membre del grup eslovè Silence) sintetitzadors
- Eva Breznikar - (membre del grup eslovè Make Up 2) veu, percussió
- Nataša Regovec - (membre del grup eslovè Make Up 2) vocals, percussions
- Damjan Bizilj - sintetitzadors

## Projectes paral·lels
- 300.000 V.K., Dejan Knez música electrònica experimental.
- Germania, projecte paral·lel, Laibach, Iztok Turk i Anja Rupel
- Kraftbach
- 600.000 V.K., responsable de la musica per a les produccions teatrals de Noordung Arxivat 2008-04-06 a Wayback Machine.
- Sturm und Klang
- Baron Carl Von Reichenbach, Dejan Knez música electrònica experimental.